# 로스콤나조르

로스콤나조르(Роскомнадзор, Roskomnadzor, RKN)로 약칭되는 통신, 정보 기술 및 매스 미디어 감독을 위한 연방 기관(Федеральная служба по надзору в сфере связи, информационных технологий и массовых коммуникаций)은 러시아 대중 매체의 모니터링, 통제 및 검열을 담당하는 러시아 연방 집행 기관이다. 책임 영역에는 전자 매체, 대중 커뮤니케이션, 정보 기술 및 통신, 법률 준수 감독, 처리 중인 개인 데이터의 기밀 보호, 무선 주파수 서비스 업무 조직 등이 포함된다.

## 같이 보기
- 오프컴